# Тандерменови
Тандерменови (раније Тандермени; енгл. The Thundermans) америчка је играна суперхеројска телевизијска комедија ситуације чији је творац Џед Спингарн. Серија је премијерно приказивана на Nickelodeon-у од 14. октобар 2013. до 25. маја 2018. године, са 98 епизода емитованих у четири сезоне. Радња је смештена у Хиденвилу, измишљеном граду у који се досељава породица суперхероја — Тандерменови. Барб и Хенк Тандермен, суперхероји у пензији, заједно са својом децом — близанцима Фиби и Максом, и нешто млаћим Билијем и Нором — покушавају да живе нормалне животе међу људима, иако их то не спречава да у тајности кристе своје суперхеројске моћи. Са њима у кући живи и доктор Колосо, суперзликовац којег су Хенк и Барб претворили у зеца, а крајем друге сезоне рађа се и пето дете Тандерменових — Клои.
Главне улоге у серији играли су Кира Косарин (Фиби), Џек Грифо (Макс), Адисон Риек (Нора), Дијего Веласкез (Били), Крис Толман (Хенк), Роза Блази (Барб), Маја ле Кларк (Клои) и Дејна Шнадер (доктор Колосо). Тандерменови су више пута били номиновани за Награде по избору деце, а победили су 2016. у категорији „омиљена ТВ емисија”, као и 2015. на колумбијској верзији доделе у категорији „омиљени међународни програм”. У марту 2023. године Nickelodeon је најавио снимање филма Повратак Тандерменових и потврђен је повратак свих главних улога из серије.
У Србији, Црној Гори, Републици Српској и Северној Македонији серија је премијерно приказана 7. септембра 2014. године на Nickelodeon-у, синхронизована на српски језик. Синхронизацију је радио студио Gold Diginet. Од 17. априла 2018, серија се, синхронизована, емитује и на каналу Vavoom, а од 2022. и на стриминг платформи SkyShowtime.

## Радња
Породица суперхероја — Тандерменови — одлучује да се пресели из суперхеројског града Метробурга, међу обичне људе у Хиденвил. Главни разлог томе је што су Хенк (Тандер Мен) и Барб Тандермен (Електра) одлучили да се пензионишу и тиме окончају своју суперхеројску каријеру како би њихова породица живела нормално међу људима. У почетку, Хенк и Барб су инсистирали на правилу које је забрањивало улазак несупера (људи који нису суперхероји) у кућу, како неко од њихове деце не би случајно открио своје моћи. Међутим то правило је убрзо укинуто, а главни разлог томе су двоје њихове најстарије деце — Фиби и Макс. Иако су близанци, њих двоје имају потпуно другачије приоритете. Док се Фиби труди да постане званични суперхерој, Макс пак тежи ка томе да постане суперзликовац. У томе му неретко помаже и доктор Колосо, суперзликовац којег је Тандер Мен поразио и претворио у зеца, након чега је постао Максов љубимац. Са друге стране, у кући је присутно још двоје млађе деце — Били и Нора — који својом игром често упадају у невоље. Временом, Макс и Фиби почињу да се укључују у разне активности и самим тим склапају нова пријатељства. Макс оснива бенд са својим новим пријатељима, док Фиби планира да започне обуку за суперхероја. Ипак, она свој фокус ставља на друштвени живот и почиње да се забавља са Линком, сином Тандер Меновог архинепријатеља Злоћка.
У кући Тандерменових долази до велике промене рађањем новог детета — Клои. Истог дана, Макс и доктор Колосо бивају преварени и заробњени од стране суперзликоваца, те Фиби одлази да их спасе, али и бива приморана да својој најбољој другарици, Чери, открије свој суперхеројски идентитет. Након што је поразила зликовце, Фиби (Тандер девојка) коначно добија свој званични плашт од Лиге хероја и постаје заштитник Хиденвила као део свог суперхеројског тренинга. Са друге стране, Макс ради на својој злој хроници како би импресионирао Дарк Мејхема и придружио се Лизи суперзликоваца. Паралелно, Били и Нора се прилагођавају животу са новом млађом сестром, која се због своје суперхеројске природе брзо развија. Макс временом почиње да се забавља са својом првом девојком, Алисон, док Фиби раскида са Линком. Дарк Мејхем задаје Максу задатак да порази Тандер девојку, те он долази у ситуацију да бира између добра и зла и бира суперхеројски пут. Иако близанци поражавају Дарк Мејхема, и Макс добија свој плашт, борба је довела до тога да јавност сазна идентитет Тандерменових.
Цела породица бива протерана из Хиденвила од стране Лиге хероја, након што су њихови идентитети откривени, међутим ипак им бива допуштено да се врате након Максове и Фибине жртве за свој град. Како би ствари вратилу у нормалу, Лига хероја лажира одузимање моћи Тандерменовима, те Чери остаје једини несупер који зна њихову тајну. Због свог херојског чина, „Тандер близанци” бивају изабрани за могућност учлањивања у „Зе снаге” — елитну суперхеројску организацију. Њих двоје долазе до финала избора за новог члана Зе снага као тим, међутим долазе у ситуацију да се боре један против другог, јер нема неког значаја од њих као тима, те Макс побеђује. Када се вратила кући у Хиденвил, Фиби бива заробљена од стране Балфура, кандидата за Зе снаге за којег се испоставило да је син доктора Колоса. Макс напушта Зе снаге како би спасио своју породицу, али и он бива заробљен. Мислећи да је ово њихов крај, Фиби и Макс, државши се за руке, откривају своју моћ Тандер близанаца, која их је избавила из заробљеништва и поражавају Балфура. Задивљена њиховом храброшћу, суперпредседница Кикбат проглашава Фиби и Макса за нове предводнике Зе снага, након чега их они преимењују у „Те снаге” јер им се цела породица Тандерменових прикључује.

## Епизоде
| Сезона | Сезона | Епизоде | Премијерно приказивање (САД) | Премијерно приказивање (САД) | Премијерно приказивање (Србија) | Премијерно приказивање (Србија) |
| Сезона | Сезона | Епизоде | Прва епизода                 | Последња епизода             | Прва епизода                    | Последња епизода                |
| ------ | ------ | ------- | ---------------------------- | ---------------------------- | ------------------------------- | ------------------------------- |
|        | 1      | 20      | 14. октобар 2013.            | 14. јун 2014.                | 7. септембар 2014.              | 12. април 2015.                 |
|        | 2      | 26      | 13. септембар 2014.          | 28. март 2015.               | 17. мај 2015.                   | 24. јануар 2016.                |
|        | 3      | 26      | 27. јун 2015.                | 10. октобар 2016.            | 4. септембар 2016.              | 19. фебруар 2017.               |
|        | 4      | 32      | 22. октобар 2016.            | 25. мај 2018.                | 2. април 2017.                  | TBA                             |

## Ликови
- Фиби Тандермен (енгл. Phoebe Thunderman) је најстарије дете Хенка и Барб Тандермен, рођено 20 секунди пре свог брата близанца Макса. Суперхеројско име јој је Тандер Девојка (енгл. Thunder Girl), а њене моћи укључују телекинезу, ледени дах и врућ дах. Одговорна је и одлучна у свом циљу да постане суперхорој, што се временом и остварило. Након тога је за нови циљ поставила примање у елитну суперхеројску организацију „Зе снаге”, чији је убрзо постала вођа заједно са својим братом.
- Макс Тандермен (енгл. Max Thunderman) је Фибин брат близанац, који има исте моћи као и она — телекинезу, ледени дах и врућ дах. Упркос томе што је одрастао у породици суперхероја, Макс је желео да постане суперзликовац јер се осећао као да је у Фибиној сенци и желео је да буде најбољи у ономе што ради. Његова породица је веровала да он само пролази кроз фазу и да није заиста зао, што се и доказало временом јер је и он постао суперхерој, а касније и предводник „Зе снага” са Фиби.
- Нора Тандермен (енгл. Nora Thunderman) је била најмлађе дете у кући до Клоиног рођења. Суперхеројско име јој је Ласерска девојка (енгл. Lasergirl) због своје моћи — ласерске очи. Веома је паметна и сналажљива, што често користи како би изманипулисала свог брата Билија да ради шта јој је по вољи. Такође је и препознатљива и по тракицама за косу које носи.
- Били Тандермен (енгл. Billy Thunderman) је енергичан млађи брат Фиби и Максу и старији брат Нори и Клои, а његова супермоћ је супербрзина. У једном тренутку је откривено да је Барб родила Билија у ваздуху док ју је њен муж превозио у болницу, што имплицира да је Били вероватно ударио главу након рођења, што је вероватно разлог за његов мањак интелигенције са времена на време.
- Хенк Тандермен је суперхерој у пензији који је, док је живео у Метробургу, био познат под именом Тандер Мен (енгл. Thunder Man). Током своје каријере, поразио је неке од највећих зликоваца, попут доктора Колоса и Зеленог Злодуха, користећи своје моћи — суперснагу и летење. Има тенденцију да се много хвали, посебно када препричава своја херојска спасавања.
- Барб Тандермен је суперхерој у пензији, која је током своје каријере била позната под именом Електра (енгл. Electress). Насупрот свом мужу, она нема проблем са остављањем суперхеројског живота иза себе и труди се да својој деци обезбеди најнормалнији живот. Њена супермоћ је електрокинеза, односно способност да манипулише електричном енергијом.
- Клои Тандермен (енгл. Chloe Thunderman)је најмлађе дете у кући Тандерменових. Већ неколико дана након свог рођења, она је због суперхеројске природе израсла у четворогодишњакињу. Воли своју породицу, а најбољи однос има са Билијем и Нором, са којима проводи највише времена. Привремена моћ по рођењу била јој је стварање балончића, али је убрзо прешла у њену трајну моћ — телепортацију.
- Доктор Колосо (енгл. Dr. Colosso) је суперзликовац у пензији, којег је Тандер Мен поразио и претворио у зеца користећи анимализатор, машину која претвара људе у животиње и обрнуто. Након тога је постао Максов љубимац и тренирао га је да постане суперзликовац, током његове зле фазе. Веома је саркастичан и користи сваку могућу прилику да провоцира Тандерменове.

## Улоге
| Лик            | Глумац          | Српски глас                                                                        |
| -------------- | --------------- | ---------------------------------------------------------------------------------- |
| Фиби Тандермен | Кира Косарин    | Маријана Чубрило                                                                   |
| Макс Тандермен | Џек Грифо       | Предраг Дамњановић                                                                 |
| Нора Тандермен | Адисон Рике     | Ивана Тењовић                                                                      |
| Били Тандермен | Дијего Веласкез | Вељко Смиљанић                                                                     |
| Хенк Тандермен | Крис Толман     | Бојан Хлишћ                                                                        |
| Барб Тандермен | Роза Блази      | Јадранка Пејановић Валентина Павличић (неке епизоде) Софија Јуричан (неке епизоде) |
| Артур Колосо   | Дејна Шнадер    | Милош Дашић                                                                        |
| Клои Тандермен | Маја ле Кларк   | Тиња Дамњановић                                                                    |
| Чери Сајнфелд  | Одри Витби      | Снежана Нешковић Ања Радовановић (С4Е27, 31, 32)                                   |
| Олимпија Вонг  | Хелен Хонг      | Јелена Стојиљковић (С1—3 сем у С3Е15—16) Софија Јуричан (С3Е15—16, С4)             |
| Тед Бредфорд   | Џеф Мичам       | Томаш Сарић (С1—2) Марко Јањић Павле Јеринић                                       |
| Евелин Кикбат  | Данијеле Гејтер | Весна Шашић Вања Милачић                                                           |
| Ојстер         | Танер Стајн     | Ненад Хераковић Милан Тубић (већина епизода)                                       |
| Гидеон         | Кени Ридван     | Милош Ђуричић (већина епизода)                                                     |
| Волфганг       | Џејк Борели     | Милан Антонић                                                                      |
| Алисон         | Рајан Витни     | Ива Манојловић Ана Поповић Наташа Поповић Марина Кауцки                            |
| Линк Злоћко    | Барет Карнахан  | Милош Ђуричић                                                                      |
| Блобин         | Харви Гилен     | Марко Марковић                                                                     |
| Ленард         | Досон Флечер    | Владан Слијепчевић                                                                 |

## Продукција
Nickelodeon је 3. августа 2012. најавио снимање серије Тандерменови као једне од више играних серија које имају у плану да представе на каналу. Творац серије је Џед Спингарн, који је учествовао у продукцији и писању других серија на каналу попут Биг тајм раша и Ned's Declassified School Survival Guide. Пилот епизода је снимљена у октобру 2012. године, након чега се наставило снимање прве сезоне крајем 2012. и почетком 2013. године. У почетку, Nickelodeon је планирао да прва сезона садржи 13 епизода, али како је премијера добро прошла, канал је наручио додатних 7 епизода, те је прва сезона заокружена на 20 епизода. Серија је 20. децембра 2013. године обновљена другом сезоном. Премијера друге сезоне емитована је 13. септембра 2014, а у марту 2015. године, непосредно пред доделу Награди по избору деце, емитована је финална епизода сезоне — једночасовни специјал у којем је представљен нови главни лик у серији. Тандерменови су 4. марта 2015. обновљени трећом сезоном, која је почела са емитовањем 27. јуна 2015. године. Серија је 2. марта 2016. обновљена четвртом сезоном, која је премијеру имала 22. октобра 2016. године. Кира Косарин је 26. септембра потврдила да ће ова сезона имати 26 епизода, укључујући два једночасовна и један деведесетоминутни специјал. Nickelodeon је 16. маја 2017. наручио шест додатних епизода за четврту сезону, како би серија прешла број од 100 епизода. Тиме су Тандерменови постали друга Nickelodeon-ова играна серија по броју епизода, након Ај Карли која има 109 епизода. Nickelodeon је 27. јула 2017. године потврдио часопису J-14 да ће четврта сезона уједино бити и последња.

## Пријем

### Гледаност
| Сезона | Епизоде | Прва епизода        | Прва епизода       | Последња епизода  | Последња епизода   | Прос. гледаоца (милиони) |
| Сезона | Епизоде | Датум               | Гледаоци (милиони) | Датум             | Гледаоци (милиони) | Прос. гледаоца (милиони) |
| ------ | ------- | ------------------- | ------------------ | ----------------- | ------------------ | ------------------------ |
| 1      | 20      | 14. октобар 2013.   | 2.39               | 14. јун 2014.     | 2.16               | 2.05                     |
| 2      | 24      | 13. септембар 2014. | 1.56               | 28. март 2015.    | 2.18               | 1.82                     |
| 3      | 25      | 27. јун 2015.       | 2.42               | 10. октобар 2016. | 2.43               | 1.61                     |
| 4      | 29      | 22. октобар 2016.   | 1.96               | 25. мај 2018.     | 1.39               | 1.47                     |

### Награде и номинације
| Година | Награда                                                     | Категорија                         | Статус     | Реф    |
| ------ | ----------------------------------------------------------- | ---------------------------------- | ---------- | ------ |
| 2015.  | Додела награда по избору деце 2015. (Nickelodeon Колумбија) | омиљени међународни програм        | Освојено   |        |
| 2016.  | Додела награда по избору деце 2016.                         | омиљена ТВ емисија                 | Освојено   | [ 18 ] |
| 2016.  | Дечје награде Британске академије                           | дечји глас — телевизија            | Номинација | [ 19 ] |
| 2016.  | Додела награда по избору деце 2016. (Nickelodeon Аргентина) | омиљени међународни програм        | Номинација |        |
| 2017.  | Додела награда по избору деце 2017.                         | омиљена ТВ емисија — дечја емисија | Номинација | [ 20 ] |
| 2017.  | Додела награда по избору деце 2017. (Nickelodeon Мексико)   | омиљени међународни програм        | Номинација |        |
| 2017.  | Додела награда по избору деце 2017. (Nickelodeon Колумбија) | омиљени међународни програм        | Номинација |        |
| 2017.  | Додела награда по избору деце 2017. (Nickelodeon Аргентина) | омиљени међународни програм        | Номинација |        |

## Други медији

### Филм
Nickelodeon је 2. марта 2023. најавио снимање филма Повратак Тандерменових, у којем ће се вратити главна глумачка постава — Кира Косарин, Џек Грифо, Адисон Риек, Дијего Веласкез, Маја ле Кларк, Крис Толман и Роза Блази. Снимање је почело у Лос Анђелесу у априлу 2023.